# Marius Corbett
Marius Corbett (* 26. September 1975 in Potchefstroom) ist ein ehemaliger südafrikanischer Leichtathlet.
Marius Corbett wurde 1994 in Lissabon mit 77,98 m Juniorenweltmeister im Speerwurf. Bei den Leichtathletik-Weltmeisterschaften 1997 in Athen tauchte er nach einer Verletzung wieder auf, als er sich als Zehnter mit 80,72 m für das Finale qualifizieren konnte. Trotzdem erwartete man von Corbett, der mit einer persönlichen Bestleistung von 83,90 m angereist war, nicht das, was dann kam. In einem kuriosen Finale, in dem Jan Železný als Neunter den Vorkampf nicht überstand, steigerte sich Corbett auf 88,40 m und wurde mit 1,60 m Vorsprung auf den zweitplatzierten Briten Steve Backley Überraschungsweltmeister. 
1998 bei den Commonwealth Games in Kuala Lumpur stellte er mit 88,75 m den noch heute gültigen Afrikarekord auf. Mit dieser Leistung gewann er den Wettbewerb, Zweiter wurde erneut Steve Backley.
Der verletzungsanfällige Athlet tauchte danach nicht mehr in der Weltspitze auf, obwohl er laut seinem Profil bei der IAAF bis 2001 jedes Jahr über 80 m warf.